# Orchestre symphonique d'État de la république populaire démocratique de Corée
L'Orchestre symphonique d'État de la RPDC, ou OSE (조선 국립 교향악단, Joseon Gungrip Gyohyangakdan) est le seul grand orchestre symphonique de style occidental présent en Corée du Nord. Il a également été le premier groupe artistique à s'établir dans le pays.

## Histoire
L'orchestre a été créé le 8 août 1946 sous le nom d'Orchestre symphonique central. En Janvier 1947, celui-ci est renforcé en membres puis incorporé avec le Théâtre d'État des Arts l'année suivante. Ils ne participaient pas seulement à des concerts, mais à des performances de ballet et d'opéra, dont le premier grand opéra dans la péninsule coréenne Les commandants du peuple, composé par Sun-Nam Kim.
L'orchestre est devenu indépendant en 1956. En 1969, il a été combiné avec l'Orchestre du studio de cinéma des arts (nord) coréens et a enregistré des musiques de films. Finalement, il a été incorporé avec la Compagnie d'Opéra de l'Océan de sang en 1971.
Dans les années 1970, l'OSE créé de nombreuses œuvres orchestrales bien connus en Corée du Nord, y compris Arirang, La récolte arrive dans les plaines Cheongsan, Cher Maison à ma ville natale, Jeune fille sur un Swing, Le Concerto pour piano La Corée est une, Le Concerto pour violon Chanson de nostalgie et la symphonie L'océan de sang.
L'OSE est devenu totalement indépendant des autres groupes artistiques en 1980 et a adopté son nom actuel. En 1982, l'orchestre a joué l'œuvre d'Isang Yun  Exemplum, in memoriam Kwangju pour la première fois en Corée du Nord et en sa présence. L'orchestre a visité la Pologne en 1986, recevant des critiques favorables pour avoir joué les œuvres orchestrales d'Isang Yun. Outre la Pologne, l'orchestre voyage en Bulgarie, Roumanie, Allemagne de l'Est, Chine (RPC), URSS et au Japon. 
L'OSE a reçu la plus haute distinction de la Corée du Nord, la Médaille Kim Il Sung, en mai 2000.

## Répertoire, salles de concert et chefs d'orchestre
L'OSE est le seul grand orchestre de forme occidentale de la Corée du Nord, mais comprend des musiciens sachant jouer des instruments à vent populaires coréens ainsi que des solistes instrumentaux et vocaux puis des compositeurs pour ces instruments. Ils exécutent pour 70 % du temps des œuvres orchestrales et de chambre nord-coréennes, et œuvres orchestrales occidentales dans 30 % du temps. Parfois, ils jouent non seulement sans chef d'orchestre mais aussi sans partition, même des œuvres massives et complexes comme les symphonies de Gustav Mahler. Ils jouent principalement dans leur propre salle de concert : le Théâtre Moranbong de Pyongyang.

## Collaboration avec des artistes sud-coréens
En 1998, l'orchestre a joué Arirang, avec le chef d'orchestre sud-coréen Beom-Hun Park dans le Concert de réunification Isang Yun. Deux ans après, l'OSE a visité la Corée du Sud pour la première fois. Ils ont joué deux propres concerts et deux concerts unité avec le KBS Symphony Orchestra à Séoul. En 2002, l'orchestre a de nouveau rencontré le KBS Symphony Orchestra à Pyongyang et ont joué ensemble. Dans ces concerts, l'OSE a collaboré pour la première fois avec la soprano bien connue Sumi Jo, violoncelliste Han-na Chang et d'autres artistes sud-coréens.

## Enregistrements
L'Orchestre symphonique d'État a publié deux CD contenant les œuvres orchestrales d'Isang Yun, des œuvres chorales et de chambre via la société japonaise Camerata dans les années 1980. Depuis 2000, ils ont fait leur propre série de CD via Kwangmyong Music Company (KMC), la seule société d'enregistrement de la Corée du Nord. Ils ont uniquement enregistré des œuvres nationales jusqu'en 2003.